# 草原少女蘿拉
《草原少女蘿拉》，又譯《彩虹妹妹》，為日本動畫公司所製作的日本動畫作品，改編自美國作家蘿拉·英格爾斯·懷爾德的作品《大森林裡的小房子》（Little House in the Big Woods）與《大草原上的小房子》（Little House on the Prairie）。自1975年10月7日播至次年1976年3月30日在TBS電視台上播映，全26話。

## 作品概要
- 此作品是改編自蘿拉·英格爾斯·懷爾德的《大森林裡的小房子》與《大草原上的小房子》兩部作品。當初引進台灣時播映的片名是《彩虹妹妹》，而明統圖書公司採用日本動畫的直譯名《草原少女蘿拉》，但譯作《草原少女蘿拉》的較為熟知。在播映過了30多年的現在，日本方面尚未將此作品DVD化。
- 由於作品風格與《世界名作劇場》的動畫很相似，而且也是日本動畫公司製作，因此不少人誤以為這是《世界名作劇場》的其中一部作品，但其實當時還未有名作劇場這系列標題，類似還有更加富名氣的飄零燕。

## 故事概要
在文明還尚未發達的時代，在北美的大自然中住著英格爾斯一家。英格爾斯家裡除了夫妻外，還有3個關係很好的姊妹。有可靠的長女瑪麗、開朗的次女蘿拉，還有年幼的三女凱莉她們，受到大自然的恩惠和威脅並堅強的互相幫助。電視劇「大草原上的小房子」也是改編自原作的長篇小說，來自作者蘿拉少女時代茶餘飯後的故事。

## 登場人物

### 主要登場的英格爾斯一家
蘿拉·伊麗莎白·英格爾斯（Laura Elizabeth Ingalls，配音員：杉山佳壽子）
本故事的主角，英格爾斯一家的次女。6歲。個性活潑開朗，膽子很大，對於出現在身旁的可怕動物也對牠們毫不畏懼，但在裁縫方面很不擅長 。
查爾斯·菲利浦·英格爾斯（Charles Philip Ingalls，配音員：仲村秀生）
英格爾斯一家的父親。38歲。意志堅強無所不知，做事也很小心謹慎。
卡洛琳·萊克·英格爾斯（Caroline Lake Ingalls，配音員：增山江威子）
英格爾斯一家的母親。30歲。是會將查爾斯獵回來的獵物還有森林裡的野菜給做成美味料理的專家。
瑪麗·愛蜜莉亞·英格爾斯（Mary Amelia Ingalls，配音員：菅谷政子）
英格爾斯一家的長女。8歲。個性很溫柔的姊姊。
卡洛琳·賽麗絲蒂亞·英格爾斯（Caroline Celestia Ingalls，配音員：松金米子）
英格爾斯一家的幼女。2歲。愛稱：凱莉（Carrie）。年紀尚小還需要家人照顧。

### 雷根一家
約翰·雷根（John Regan，配音員：太田淑子）
佛萊迪·雷根（Freddy Regan，配音員：水島裕）
湯姆·雷根（Tom Regan，配音員：阪脩）

### 費區夫婦
哈利·費區（Harry Fitch，配音員：槐柳二）
愛倫·費區（Ellen Fitch，配音員：沼波輝枝）

### 其他登場人物
喬治·譚（George Tann，配音員：藤本讓）
蘿拉和查爾斯受傷時，還有英格爾斯一家大小得熱病時，幫他們看病的黑人醫生。
吉米（Jimmy，配音員：丸山裕子）
亨利（Henry，配音員：田中康郎）
蘇西（Susie，配音員：北川智繪）
聖誕老人（Santa Claus，配音員：叶年央）
卡洛斯（Carlos，配音員：古川登志夫）
瑪莉亞（Maria，配音員：芝夏美）
愛德華茲（Mr. Edwards，配音員：岡部政明）
幫忙查爾斯蓋房子的人。

### 登場的動物們
傑克（Jack）
英格爾斯一家養的狗。
派特（Pat）
英格爾斯一家養的雄馬。
佩蒂（Patty）
英格爾斯一家養的雌馬，班尼的母親。
班尼（Bunny）
佩蒂生的小馬，名字是由蘿拉命名的。
柯比（Kirby）
蘿拉騎馬外出時在森林裡撿到的小狼，覺得牠很可愛，就把牠帶回家養。但卡洛琳不同意，就把牠拿到森林放生，後來牠偷偷跑回來，蘿拉發現就偷偷照顧牠，但被其後回來的查爾斯發現，在查爾斯對蘿拉開導說狼媽媽會擔心牠，就又把牠給放回森林去。

## 主題歌、印象歌
- 片頭曲「草原少女蘿拉」(第1話~第26話)
  - 作詞：岩谷時子、作曲：川口真、編曲：川口真、歌：大杉久美子、Coral Echo
- 片尾曲「蘿拉的搖籃曲」(第1話~第26話)
  - 作詞：岩谷時子、作曲：川口真、編曲：川口真、歌：大杉久美子
- 印象歌1「大家的蘿拉」
  - 作詞：丘燈至夫、作曲：川口真、編曲：橫山菁兒、歌：大杉久美子、哥倫比亞搖籠會
- 印象歌2「我是蘿拉」
  - 作詞：丘燈至夫、作曲：川口真、編曲：橫山菁兒、歌：大杉久美子

## 標題播映表
| 話數 | 副標題                 | 播映日         |
| ---- | ---------------------- | -------------- |
| 1    | 大森林裡的小房子       | 1975年10月7日  |
| 2    | 狼的孩子來了           | 1975年10月14日 |
| 3    | 大家的寶物             | 1975年10月21日 |
| 4    | 車蓬馬車少年           | 1975年10月28日 |
| 5    | 森林對面的新房子       | 1975年11月4日  |
| 6    | 在瀑布的小熊           | 1975年11月11日 |
| 7    | 憧憬的牛仔             | 1975年11月18日 |
| 8    | 小鹿在叫               | 1975年11月25日 |
| 9    | 爸爸做的子彈           | 1975年12月2日  |
| 10   | 鬍子客人               | 1975年12月9日  |
| 11   | 迷路的候鳥             | 1975年12月16日 |
| 12   | 聖誕老人到哪裡去了呢？ | 1975年12月23日 |
| 13   | 暴風雪中消失的爸爸     | 1975年12月30日 |
| 14   | 踏上前往大草原的旅程   | 1976年1月6日   |
| 15   | 大冒險！渡過冰湖       | 1976年1月13日  |
| 16   | 失蹤的狗傑克           | 1976年1月20日  |
| 17   | 愛犬傑克快點回來吧！   | 1976年1月27日  |
| 18   | 大草原上的可愛動物     | 1976年2月3日   |
| 19   | 快點蓋！新房子         | 1976年2月10日  |
| 20   | 包圍房子的大批狼群     | 1976年2月17日  |
| 21   | 爸爸蓋的新房子         | 1976年2月24日  |
| 22   | 可愛的小牛來了！       | 1976年3月2日   |
| 23   | 拼命的鑿井             | 1976年3月9日   |
| 24   | 嚴重的事情發生了！     | 1976年3月16日  |
| 25   | 我的家失火了           | 1976年3月23日  |
| 26   | 麥子啊！快快長大吧！   | 1976年3月30日  |

## 外部連結
- （日語） 草原の少女ローラ